# هيروشي اراكاوا
هيروشي اراكاوا (باليابانية: 荒川博؛ بالكانا: あらかわ ひろし) هو لاعب كرة قاعدة ياباني، ولد في 6 أغسطس 1930 في تايتو في اليابان، وتوفي في 4 ديسمبر 2016.

## روابط خارجية
- هيروشي اراكاوا على موقع الدوري الياباني لكرة القاعدة (الإنجليزية)